# Игра в кальмара (2-й сезон)
Второй сезон южнокорейского телесериала в жанре выживания «Игра в кальмара» (кор. 오징어게임 2, Ojingeo geim 2) вышел на Netflix 26 декабря 2024 года. Как и в первом сезоне, режиссёром и автором сценария всех эпизодов стал Хван Дон Хёк. Главные роли исполнили Ли Джонджэ, Ли Бёнхон, Ви Хаджун, Пак Кюён, Лим Сиван, Ли Джин Ук, Чо Юри, Ли Со Хван, Кан Ханыль, Пак Сонхун, Ян Донгын и Кан Э Cим. Сезон получил положительные отзывы критиков. В июле 2024 года, ещё до выхода второго сезона, сериал был продлён на финальный третий сезон, который был выпущен 27 июня 2025 года.

## В ролях

### Основной состав
- Ли Джонджэ — Сон Ги Хун / Игрок № 456[англ.] (кор. 성기훈)
- Ли Бёнхон — Хван Ин Хо / Ведущий / Игрок № 001[англ.] (кор. 황인호)
- Ви Хаджун — детектив Хван Джун Хо (кор. 황준호)
- Пак Кюён — Кан Но Ыль / Охранник № 011 (солдат) (кор. 강노을)
- Лим Сиван — Ли Мён Ги / MG Coin / Игрок № 333 (кор. 이명기)
- Ли Джин Ук — Пак Кён Сок / Игрок № 246 (кор. 박경석)
- Чо Юри — Ким Джун Хи / Игрок № 222 (кор. 김준희)
- Ли Со Хван — Пак Чон Бэ / Игрок № 390 (кор. 박정배)
- Кан Ханыль — Кан Дэ Хо / Игрок № 388 (кор. 강대호)
- Пак Сонхун — Чо Хён Джу / Игрок № 120[англ.] (кор. 조현주)
- Ян Донгын — Пак Ён Сик / Игрок № 007 (кор. 박용식)
- Кан Э Сим — Чан Гым Джа / Игрок № 149 (кор. 장금자)

### Второстепенный состав
- Чон Сок Хо — Чхве У Сок (кор. 최우석)
- T.O.P — Чхве Су Бон / Танос / Игрок № 230 (кор. 최수봉 / 타노스)
- Но Джэ Вон — Нам Гю / Игрок № 124 (кор. 남규)
- Вон Джи Ан — Се Ми / Игрок № 380 (кор. 세미)
- Сон Ён Чхан — Им Джон Дэ / Игрок № 100 (кор. 임정대)
- Чхэ Кук Хи — Сон Нё / Игрок № 044 (кор. 선녀)
- Ли Дэвид — Пак Мин Су / Игрок № 125 (кор. 박민수)
- Ким Си Ын — Ким Ён Ми / Игрок № 095 (кор. 김영미)
- Кан Сон Ук — Кён Су / Игрок № 256 (кор. 경수)
- Ли Сан У — Ким Ён Сам / Игрок № 226 (кор. 김영삼))
- Чо Си Нэ — Пак Ми Хва / Игрок № 006 (кор. 박미화)
- Пак Чэ Чхоль — Пак Хи Ён / Игрок № 235 (кор. 박희용)
- Чхве Гви Хва — Ким Ги Мин / Игрок № 203 (кор. 김기민)
- Пак Чин У — Ли Сын Вон / Игрок № 336 (кор. 이승원)
- Ли Гю Хо — Ким Юн Тхэ / Игрок № 353 (кор. 김윤태)
- Пак Тхэ Сан — Игрок № 202
- Ли Гён Мин — Игрок № 306
- Ли Сок — Игрок № 096
- Чан Джэ Хо — Охранник № 005 (солдат)
- Син Джу Хван — Охранник № 007 (солдат)
- Пак Хисун — Офицер
- О Дальсу — капитан Пак Ён Киль (кор. 박용길)

### Приглашённый состав
- Кон Ю — вербовщик[англ.]
- Ким Боп Рэ — мистер Ким
- Пак Хё Чин — мать Сан У
- Пак Си Ван — Кан Чхоль (кор. 강철)
- Сон Джи У[англ.] — Кан Ми На / Игрок № 196 (кор. 강미나)
- Чо Хён У — Ким Нам Ду / Игрок № 444 (кор. 김남두)
- Ли Сан Джун — Охранник (менеджер)

## Эпизоды
| № общий | № в сезоне | Название                                                        | Режиссёр     | Автор сценария | Дата премьеры   |
| --- | ---------- | --------------------------------------------------------------- | ------------ | -------------- | --------------- |
| 10 | 1          | «Хлеб и лотерея» «Bread and Lottery (빵과 복권)»                | Хван Дон Хёк | Хван Дон Хёк   | 26 декабря 2024 |
| Сон Ки Хун покидает аэропорт, решив противостоять ведущему, стоящему за игрой. Понимая, что за ним наблюдают, он удаляет устройство слежения, имплантированное ему за ухом. Хван Чун Хо выживает после падения со скалы и после реабилитации переводится на пост дорожного полицейского. Два года спустя, Ки Хун вместе с Кимом, своим бывшим ростовщиком, и его прислужниками выслеживает вербовщика игр в метро Сеула. Ким и его коллега Чхве У Сок в конце концов находят вербовщика и наблюдают, как он предлагает бродягам хлеб или лотерейный билет; большинство выбирают билет, и вербовщик уничтожает отвергнутый хлеб на их глазах. Ким и У Сок нападают на него, но он оказывается сильнее и вырубает обоих. Вербовщик похищает их и заставляет играть в смертельную игру «камень-ножницы-бумага» в сочетании с русской рулеткой, что приводит к смерти Кима. Чун Хо исследует Ки Хуна и находит его оперативную базу в заброшенном мотеле, где Ки Хун жил всё это время. В мотеле же Ки Хуну противостоит его вербовщик из первого сезона; тот рассказывает, что когда-то он был солдатом в играх, где убил своего собственного отца — одного из участников. Вербовщик оправдывает жестокость игр, очерняя участников как подонков и вызывая злость у Ки Хуна. Он бросает вызов Ки Хуну в игре в русскую рулетку и проигрывает. |            |                                                                 |              |                |                 |
| 11 | 2          | «Вечеринка по случаю Хэллоуина» «Halloween Party (할로윈 파티)» | Хван Дон Хёк | Хван Дон Хёк   | 26 декабря 2024 |
| Чун Хо находит Ки Хуна рядом с телом вербовщика и арестовывает его, однако У Сок, которого вербовщик ранее заточил в другом номере мотеля, вырубает Чун Хо огнетушителем. Ки Хун допрашивает детектива, и в итоге они (вместе с У Соком) решают объединиться, чтобы найти человека, стоящего за играми. Ки Хун, Чун Хо и Чхве У Сок обнаруживают на куртке вербовщика зацепку, указывающую на вечеринку в честь Хэллоуина. У Сок набирает команду наёмников, Ки Хун имплантирует себе трекер в зуб, и все трое разрабатывают план по местонахождению Подставного лица. Тем временем Ки Хун продолжает присматривать за матерью Сан У и Чхолем — братом Кан Сэ Бёк. Он работает с брокером, чтобы воссоединить Чхоля с его матерью из Северной Кореи, и молча звонит своей дочери. Команда проникает на вечеринку в честь Хэллоуина, где Ки Хуна уводит в белый лимузин один из солдатов игры, в то время как Чун Хо и наёмники У Сока преследуют его на машинах. В лимузине Ки Хун спорит с ведущим через динамик, требуя прекращения игр. Когда следующие за ним автомобили команды У Сока выводят из строя, Ки Хун просит вернуть его в игру в качестве игрока. Параллельно, Кан Но Ыль, бывшая военнослужащая из Северной Кореи, работающая аниматором в парке развлечения и пытающаяся вывезти свою годовалую дочь в Южную Корею, входит в игру в качестве солдата. |            |                                                                 |              |                |                 |
| 12 | 3          | «001»                                                           | Хван Дон Хёк | Хван Дон Хёк   | 26 декабря 2024 |
| Ки Хун просыпается в общежитии игры вместе с 455 другими игроками. Менеджер объявляет новый пункт: после каждой игры игроки будут голосовать, и если большинство согласится покинуть игры, накопленные призовые будут разделены между ними. Чун Хо и его команда теряют след острова, поскольку трекер Ки Хуна был извлечён. Ки Хун узнаёт в игроке 390 своего друга Чон Бэ и советует ему держаться рядом. Первая игра — «Тише едешь — дальше будешь»; Ки Хун предупреждает игроков, что отказ следовать правилам приведёт к смерти, хотя многие игроки поначалу игнорируют его совет. Ки Хун командует остальными игроками во время игры, что помогает снизить потери и координировать их действия; тем не менее, после убийства игрока 196 среди остальных участников начинается паника, из-за которой ещё несколько десятков игроков выбывают из игры. Игрок 230, известный как рэпер «Танос», находится под воздействием наркотиков и подталкивает других к их смерти. Ки Хун и игрок 120 по имени Хён Чжу пытаются спасти выбывшего игрока 444, который был ранен несмертельно, и помогают ему перебраться через линию финиша за 1 секунду до окончания таймера, но Но Ыль всё равно убивает его. После игры Ки Хун призывает игроков проголосовать за окончание игры и сообщает, что он единственный победитель предыдущей итерации. Игроки, голосующие за продолжение, помечаются «кружком», а те, кто голосует за выход, отмечаются «крестиком». Ведущий, изображающий из себя игрока 001, отдаёт решающий голос за продолжение игры. |            |                                                                 |              |                |                 |
| 13 | 4          | «Шесть ног» «Six Legs (여섯 개의 다리)»                         | Хван Дон Хёк | Хван Дон Хёк   | 26 декабря 2024 |
| Игрок 001 выдумывает частично основанную на реальной истории причину своего присоединения к игре и говорит Ки Хуну, что он проголосовал за то, чтобы и дальше надеяться извлечь выгоду из своего опыта. Игрок 333 по имени Мён Ги подвергается нападению Таноса и игрока 124; игрок 001 вмешивается и прекращает ссору. Игрок 222, бывшая беременная девушка Мён Ги, открывается ему. Тем временем группа солдат во главе с офицером начинает извлекать органы для продажи на чёрном рынке. Офицер угрожает Но Ыль, пытаясь заставить проигнорировать эти действия, но она отказывается. Чун Хо пытается заручиться помощью полиции, но безуспешно. К удивлению Ки Хуна, во второй игре игроки должны сформировать команды по пять человек для участия в «Шестиногом пентатлоне», состоящем из пяти детских игр: ттакчи, бисокчиги, конгинори, чегичхаги и волчка, которые необходимо завершить за пять минут. Но Ыль продолжает саботировать торговлю органами солдат, делая контрольный выстрел в ещё живых выбывших игроков. |            |                                                                 |              |                |                 |
| 14 | 5          | «Ещё одна игра» «One More Game (한 게임 더)»                    | Хван Дон Хёк | Хван Дон Хёк   | 26 декабря 2024 |
| После того, как команде Хён Джу удаётся победить благодаря взаимной поддержке, многие другие команды вдохновляются и добиваются успеха. Ки Хун вступает в союз с Чон Бэ, игроками 001, 222 (Ким Чун Хи) и 388 (Кан Дэ Хо); им это удаётся, и после игры они обмениваются именами, хотя игрок 001 ложно представляется как О Ён Иль. На Но Ыль нападают двое солдат, занимающихся торговлей органами, и предупреждают её, чтобы она прекратила вмешиваться. Во время следующего голосования игрок 001, кажется, призывает игроков проголосовать против продолжения игры, но подавляющее большинство предпочитает продолжить, полагая, что призовой фонд остаётся слишком маленьким. Ки Хун признаётся Чон Бэ в своей растущей неуверенности в том, сможет ли всех спасти. Тем временем Чун Хо и У Сок, теперь уже с расширенной командой наёмников, продолжают поиски острова. Третья игра под названием «Третий лишний» требует от игроков войти в определённые комнаты после формирования групп на основе объявленного числа. |            |                                                                 |              |                |                 |
| 15 | 6          | «O X»                                                           | Хван Дон Хёк | Хван Дон Хёк   | 26 декабря 2024 |
| Во время игры «Третий лишний» игроки изо всех сил пытаются разместиться в комнатах по заданному количеству участников. Тех, кто не набрал группу, убивают солдаты. В последнем раунде Чон Бэ становится свидетелем того, как игрок 001 убивает другого игрока, чтобы обеспечить себе комнату. После игры Ки Хун и игрок 001 спорят, стоит ли убеждать других игроков проголосовать за прекращение игры, и в конечном итоге решают против этого, чтобы избежать физической драки. Во время голосования несколько игроков, в том числе игрок 125, который подчинялся Таносу и Нам Гю, меняют свои голоса, чтобы уйти. Решающий голос снова принадлежит игроку 001, в результате чего получается ничья; игрокам даётся день до повторного голосования. В мужском туалете Танос и Нам Гю оказывают давление на игрока 125 по имени Мин Су, чтобы тот изменил свой голос и продолжил игру, но Мён Ги и другие игроки «крестики» вмешиваются, чтобы защитить его. Завязывается драка, в которой Танос душит Мён Ги, последний наносит ему смертельный удар вилкой в шею. Тем временем команда Чун Хо обнаруживает возможный вход на остров только для того, чтобы выяснить, что это приманка, оснащённая взрывчаткой, убивающая одного из наёмников. |            |                                                                 |              |                |                 |
| 16 | 7          | «Друг или враг» «Friend or Foe (친구인가 적인가)»               | Хван Дон Хёк | Хван Дон Хёк   | 26 декабря 2024 |
| Капитан Пак из команды Чун Хо оказывается двойным агентом, выводит из строя их поисковый дрон и убивает одного из наёмников. После драки в туалете игроки понимают, что могут убивать других, чтобы увеличить призовой фонд и ослабить избирателей противника. Ки Хун убеждает небольшую группу игроков «крестиков» избегать нападения, утверждая, что настоящие враги — создатели игры. Во время жестокой резни в общежитии игроки группы Ки Хуна остаются скрытыми, что приводит к тяжёлым потерям на их стороне, и появляются только тогда, когда прибывают солдаты. Группа Ки Хуна неожиданно нападает на солдат, убивая всех, кроме одного, и забирают у них огнестрельное оружие. Они начинают восстание и заставляют выжившего солдата вести их в диспетчерскую. Однако по пути все больше солдат открывают огонь, и восстание начинает давать сбои, когда у группы заканчиваются боеприпасы; Дэ Хо, которому поручено добыть больше боеприпасов, страдает панической атакой и не может вернуться. Игрок 001 предаёт группу, убивая двух игроков, в то время как другие сдавшиеся игроки, кроме игрока 246, казнены. Ки Хун и Чон Бэ взяты в плен; Ин Хо, теперь замаскированный под ведущего, убивает Чон Бэ на глазах у испуганного Ки Хуна. |            |                                                                 |              |                |                 |

## Производство

### Предыстория, разработка
Первый сезон веб-сериала в жанре выживания «Игра в кальмара» вышел 17 сентября 2021 года и получил большую популярность, став самым просматриваемым шоу за всю историю стримингового сервиса Netflix. В конце октября того же года режиссёр и автор сценария Хван Дон Хёк заявил, что ведёт переговоры с Netflix относительно второго сезона. 9 ноября Хван сообщил репортёрам Associated Press, что продолжение уже находится в производстве. В декабре он заявил о переговорах относительно третьего сезона. В январе 2022 года исполнительный директор сервиса Тед Сарандос официально подтвердил разработку второго сезона. По его словам, «вселенная „Игры в кальмара“ только началась».

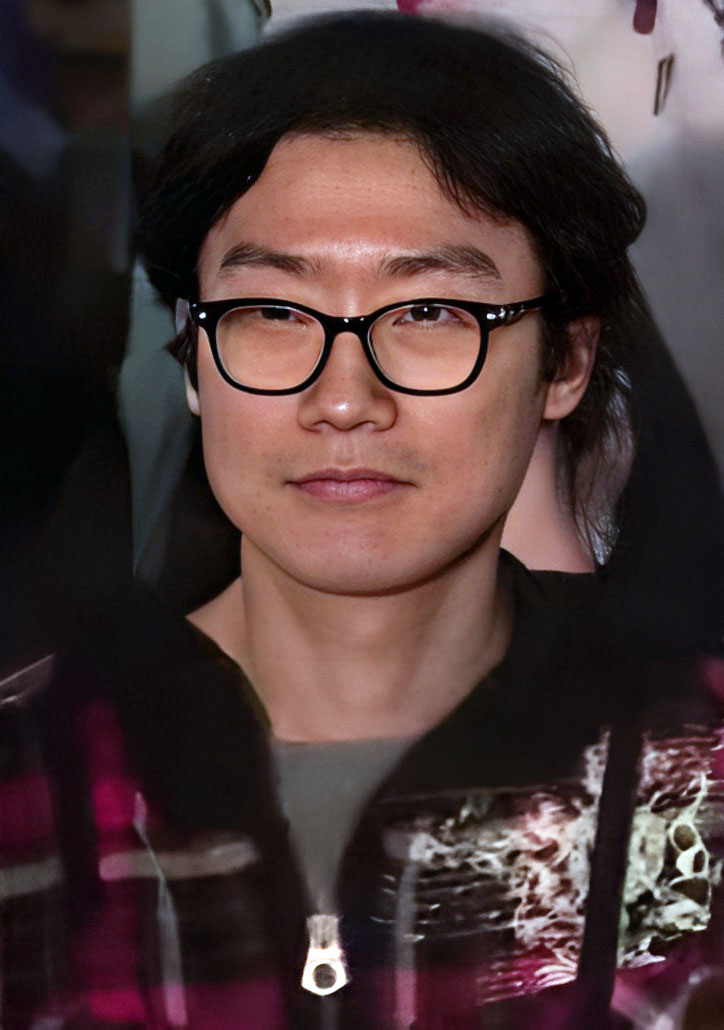
Хван Дон Хёк — режиссёр и автор сценария сериала «Игра в кальмара»

### Сценарий
Из-за стресса, связанного с самостоятельными написанием сценария и продюсированием первых девяти серий, Хван изначально не планировал в ближайшее время после выхода сериала писать второй сезон «Игры в кальмара», и у него не было чётких планов относительно последующего сюжета. Он рассказывал, что если бы он решил написать продолжение истории, ему, скорее всего, понадобилась бы команда сценаристов и режиссёров, которые бы ему помогали. Однако, учитывая огромную популярность первого сезона, Хван позже высказал мнение о возможности выхода второго, заявив CNN: «На данный момент ничего не подтверждено, но так много людей с энтузиазмом относятся к нему, что я действительно его обдумываю». Хван также сказал в интервью The Times, что второй сезон может быть больше сосредоточен на истории ведущего игр, а также больше посвящён полиции: «Я думаю, что проблема с полицейскими — это проблема не только в Корее. Я вижу в мировых новостях, что полиция может действовать очень поздно — становится больше жертв или ситуация ухудшается из-за того, что они действуют недостаточно быстро. Это был вопрос, который я хотел поднять». Он добавил, что также хотел бы исследовать отношения между ведущим и его братом-полицейским Хван Джун Хо, а также предысторию вербовщика (которого играет Кон Ю). Хван сказал, что особым вдохновением для решения продолжить историю «Игры в кальмара» послужила серия фильмов «Матрица», в которой Нео предпочитает красную таблетку синей; Сон Ги Хун, аналогично, предпочитает преследовать тех, кто несёт ответственность за игру, а не возвращаться к своей жизни.
Говоря об играх, которые появятся в грядущем сезоне, Хван сказал: «Это снова простые детские игры, на которых выросло много детей в Корее. Я помню, как был на съёмочной площадке и вспоминал свои детские дни». Однако он также хотел, чтобы на этот раз игры стали более узнаваемыми: «Во многих странах по всему миру появятся какие-то версии, похожие на те игры, в которые вы, вероятно, играли в детстве … Они будут очень простыми для понимания и игры, и очень весёлыми».

### Кастинг
В апреле 2022 года Хван подтвердил, что персонажи Сон Ги Хун / Игрок № 456 и Хван Ин Хо / Ведущий вернутся во втором сезоне. Во время  Tudum: A Global Fan Eventв июне 2023 года было подтверждено, что Ли Джонджэ вернётся к своей роли вместе с Ли Бёнхоном, Ви Хаджуном и Кон Ю. 29 июня Netflix опубликовал более подробную информацию об актёрском составе второго сезона, в который вошли Пак Кюён, Лим Сиван, Ли Джин Ук, Чо Юри, Кан Ханыль, Пак Сонхун, Ян Донгын, Кан Э Сим, T.O.P, Но Джэ Вон, Вон Джи Ан и Ли Дэвид.

Ещё до выхода сезона выбор Пак Сонхуна на роль трансгендерного персонажа Чо Хён Джу вызвал разногласия среди пользователей социальных сетей. Критике подверглось как то, что на эту роль был утверждён цисгендерный человек вместо трансгендерного, так и на то, что на роль был выбран мужчина, а не женщина. В ответ на это прозвучали утверждения, что Южная Корея консервативна в отношении прав ЛГБТК и что пытаться найти трансгендерную актрису, готовую привлечь к себе внимание, неразумно. Люди также высказали мнение, что наличие трансгендерного персонажа в южнокорейском сериале вообще является важным шагом в репрезентации ЛГБТ. 18 декабря 2024 года во время пресс-конференции Хван Дон Хёк рассказал журналистам, почему он хотел включить трансгендерного персонажа:
«Люди, которые приходят, чтобы присоединиться к играм в „Игре в кальмара“, обычно маргинализированы или игнорируются обществом, и не только в финансовом плане, но и людьми, которые принадлежат к маргинализированным группам. В первом сезоне это олицетворял персонаж Али, который был иностранцем, работающим в Корее, являясь одной из самых представительных групп меньшинств в Корее. В настоящее время, к сожалению, в корейском обществе гендерное меньшинство — это группа, которая не так широко принята в обществе. Я хотел создать персонажа, который бы это представлял. Принятие трансгендерных людей в последнее время улучшилось, но всё ещё не так, как должно быть. В Корее, когда вы являетесь гендерным меньшинством, это ещё не так широко принято, к сожалению, и вас всё ещё считают очень далёким от нормы. И поэтому, создавая такого персонажа, как Хён Джу, через её выбор, её действия и то, как она ведет себя в игре, я надеюсь, что это может повысить осведомлённость об этих проблемах, с которыми мы сталкиваемся сегодня».
Хотя Хван хотел пригласить на эту роль трансгендерного актёра, в Корее было сложно найти подходящую кандидатуру из-за вышеуказанных проблем. Режиссёр счёл, что предыдущие роли Пака в проектах «Слава» и «Королева слёз» позволят ему сыграть эту роль.
В 2017 году рэпер Чхве Сын Хён, более известный под сценическим псевдонимом T.O.P, признался в употреблении наркотиков и оказался бойкотирован в корейской музыкальной индустрии. Сын Хён был выбран на роль игрока № 230, Таноса, также рэпера, у которого тоже есть проблемы с наркотиками. Хван похвалил Сын Хёна за смелость вернуться в центр внимания публики и изобразить персонажа с такими же негативными сторонами, как у Сын Хёна в его собственной жизни, сказав: «Несмотря на долгий перерыв, я, как режиссёр, должен сказать, он выступил очень впечатляюще, и я очень доволен тем, что он сделал с персонажем».

### Съёмки
Первоначально сообщалось, что основные съёмки второго сезона должны были начаться в июле 2023 года и, как ожидалось, продлиться «не менее 10 месяцев». 10 июля съёмочная группа столкнулись со скандалом, связанным с обвинениями в грубом обращении с гражданами во время съёмок в аэропорту Инчхон, Сеул. Продюсерская компания принесла официальные извинения по этому поводу. Съёмки, как сообщается, в конечном счёте стартовали в августе 2023 года. Они проходили на киностудии в Тэджоне. Съёмки второго сезона шли параллельно съёмкам третьего и завершились в июле 2024 года.

### Музыка

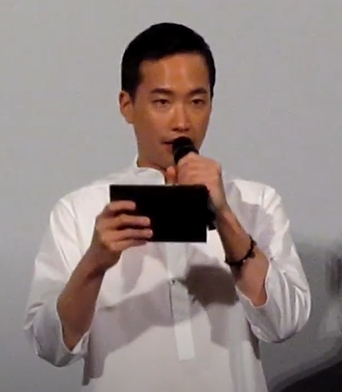
Чон Джэ Иль написал музыку для сезона

Композитор Чон Джэ Иль, ранее работавший над саундтреком к первому сезону, написал музыку для продолжения сериала. Саундтрек-альбом вышел 27 декабря 2024 года на лейбле Netflix Music. Чон подтвердил своё участие в 2023 году, заявив Би-би-си, что второй сезон сохранит некоторые элементы музыки к первому сезону, но она будет иметь «более причудливое и уникальное звучание». В первом эпизоде звучат ария «Nessun dorma» из оперы «Турандот» Джакомо Пуччини в исполнении Пола Потса и «Time to Say Goodbye» Сары Брайтман и Андреа Бочелли. В третьем эпизоде — кавер-версия песни «Fly Me to the Moon» в исполнении Джу Вона, которая также использовалась в первом сезоне.

## Маркетинг
Во время Netflix Event Week в сентябре 2024 года были опубликованы постер и тизер сезона.
В период с октября по декабрь Netflix занимался продвижением грядущего продолжения, устраивая фанатские конвенции в более чем 25 странах мира, на которых поклонники принимали участие в симуляциях игр из сериала.
19 декабря 2024 года в Лондоне состоялась рейв-вечеринка, приуроченная к новому сезону. Сеть ресторанов быстрого питания KFC в сотрудничестве с Netflix выпустила особое меню, приуроченное к релизу продолжения сериала. Известный стример Ибай Льянос организовал свою собственную версию «Игры в кальмара» совместно с KFC.

## Выпуск
Премьера второго сезона сериала «Игра в кальмара» состоялась 9 декабря 2024 года в Сеуле в Dongdaemun Design Plaza. Сезон вышел на Netflix 26 декабря 2024 года.

## Восприятие
Второй сезон получил положительные отзывы критиков. Рейтинг сезона на сайте-агрегаторе рецензий Rotten Tomatoes составляет 83 % на основании 92 обзоров критиков со средней оценкой 7 из 10. На сайте-агрегаторе рецензий Metacritic рейтинг второго сезона составляет 62 балла из 100 возможных, что соответствует «в основном положительным» отзывам.
Лора Мартин из Би-би-си присвоила сезону четыре звезды из пяти, написав, что он не уступает по качеству производства первому. Аннабель Наджент из The Independent также дала сезону четыре звезды из пяти и заявила, что, хотя он не стал таким шокирующим, как первый, он всё равно был захватывающим своей жестокостью. Ребекка Николсон из The Guardian дала сезону менее позитивную оценку из-за проблем, которые она обнаружила в развитии сюжета и темпе повествования, и оценила на три звезды из пяти. Келли Лоулер из USA Today дала сезону две звезды из четырёх, назвав сюжет странным, а концовку неудовлетворительной.
Карина Назарова в статье для сайта «Кинопоиск» отметила, что хоть сезон и «кажется одновременно искусственно растянутым и слишком стремительным», он сумел сохранить высокий уровень постановки.
Из всех актёров второго сезона, Пак Сонхун, играющий бывшего трансгендерного солдата Чо Хён Джу / Игрока № 120, получил значительную похвалу от многих критиков. Многие зрители считали персонажа Пака одним из самых убедительных во втором сезоне из-за развития характера и предыстории, а также преданности и глубины Пака в актёрской игре.
За первые три дня после выхода на сервисе второй сезон собрал 68 миллионов просмотров, превысив наиболее высокий показатель премьерной аудитории Netflix, который был зафиксирован у первого сезона — 50,1 миллиона просмотров за неделю после премьеры.

## Комментарии
1. ↑  Было показано в эпизоде первого сезона «Ведущий».